# سعود الشربتلي
سعود الشربتلي هو شاعر غنائي ورجل أعمال سعودي، غنى له عدد من المطربين العرب، مثل طلال مداح ومحمد عبدة وعبادي الجوهر ونوال الزغبي وديانا حداد ونجوى كرم ومريام فارس.

## نبذه
ولد سعود الشربتلي في مدينة جدة ونال الشهادة الإبتدائية من المدرسة النموذجية والشهادة المتوسطة من مدرسة اليرموك والثانوية من مدرسة الشاطئ، ثم حصل على بكالوريوس في إدارة الأعمال، وكل مراحل تعليمه كانت في جدة. وبدأ في أولى محاولاته الشعرية في المرحلة الثانوية.

## الحياة الشخصية
تزوج من الفنانة جيهان نصر والتي قابلها أثناء تواجدها في بيروت لعرض مسرحية «المحظوظ وأنا» وكان يشاركها في بطولة المسرحية الفنان سمير غانم، وأعجب بها كثيرا وطلب يدها للزواج وطلب منها إعتزال التمثيل، ووافقت وأعد لها حفل زفاف أسطوري.

## المسيرة الفنية
بدأ مسيرته الفنية عام 1982م عندما التقى بالفنان الراحل طلال مداح وقدم له البعض من قصائده التي قام بتلحينها وقام بغنائها ومنها: «خلصت القصة» «وأعترفلك» حيث لاقت نجاح كبير وكانتا بداية انطلاق لسعود الشربتلي الفني، ليصبح من أبرز الشعراء الغنائيين في السعودية، ومن بعدها توجه له العديد من المطربين والمطربات ليغنوا كلماته، مثل الفنان عبادي الجوهر الذي بدأ تعاونه معه بأغنية «أنا مسافر» والفنانة سميرة سعيد التي غنت له «أنا ليك» «وبعدين نتعاتب» «ولا تخاطر بالفراق» «وعاشق عيونك»، وكذلك غنى له فنان العرب محمد عبده أغنية «سير علينا يا هوى».